# Gambacorta Peak
Der Gambacorta Peak ist ein 1840 m hoher Berg im westantarktischen Queen Elizabeth Land. Im südlichen Abschnitt der Neptune Range in den Pensacola Mountains ragt er 6 km östlich des Mount Kaschak auf.
Der United States Geological Survey kartierte ihn anhand eigener Vermessungen und Luftaufnahmen der United States Navy aus den Jahren von 1956 bis 1966. Das Advisory Committee on Antarctic Names benannte ihn 1965 nach Francis Michael Gambacorta (1913–2000), Kapitän des Transportschiffs USS Wyandot zur Errichtung der Ellsworth-Station zu Beginn des Internationalen Geophysikalischen Jahres (1957–1958).